# Тихий Сейм
Тихий Сейм (укр. Тихий Сейм) — правый приток Сейма, протекающий по Сосницкому району (Черниговская область, Украина); один из рукавов в долине Сейма, образованный вследствие русловых процессов: русловая многорукавность.

## География
Длина — 10 км. Русло реки (отметки уреза воды) в среднем течении (восточнее села Костырев) находится на высоте 114,0 м над уровнем моря.
Русло сильно-извилистое с крутыми поворотами (меандрированное). Долина реки сливается с долиной Сейма. В верхнем течении пересыхает. 
Река берёт начало, ответвляясь от основного русла Сейма, восточнее села Кербутовка. Река течёт на северо-запад, затем юго-запад. Впадает в Сейм (на 19-м км от её устья) южнее села Костырев.
Пойма частично занята заболоченными участками, лесными насаждениями.
Притоки: нет.
Населённые пункты на реке (от истока к устью)
1. Костырев